# Vellakinar
Vellakinar é uma panchayat (vila) no distrito de Coimbatore, no estado indiano de Tamil Nadu.

## Demografia
Segundo o censo de 2001, Vellakinar tinha uma população de 9609 habitantes. Os indivíduos do sexo masculino constituem 51% da população e os do sexo feminino 49%. Vellakinar tem uma taxa de literacia de 72%, superior à média nacional de 59.5%: a literacia no sexo masculino é de 77% e no sexo feminino é de 67%. Em Vellakinar, 9% da população está abaixo dos 6 anos de idade.